# Comuna de Borzechów
Borzechów (polaco: Gmina Borzechów) é uma gminy (comuna) na Polónia, na voivodia de Lublin e no condado de Lubelski. A sede do condado é a cidade de Borzechów.
De acordo com os censos de 2004, a comuna tem 3847 habitantes, com uma densidade 57,1 hab/km².

## Área
Estende-se por uma área de 67,37 km², incluindo:
- área agricola: 86%
- área florestal: 10%

## Demografia
Dados de 30 de Junho 2004:
|                      | Total   | Total | Mulheres | Mulheres | Homens  | Homens |
| -------------------- | ------- | ----- | -------- | -------- | ------- | ------ |
|                      | pessoas | %     | pessoas  | %        | pessoas | %      |
| População            | 3847    | 100   | 1921     | 49,9     | 1926    | 50,1   |
| Densidade (pop./km²) | 57,1    | 100   | 28,5     | 28,5     | 28,6    | 28,6   |

De acordo com dados de 2002, o rendimento médio per capita ascendia a 1186,75 zł.

## Comunas vizinhas
- Bełżyce, Chodel, Niedrzwica Duża, Urzędów, Wilkołaz